# رینا
رینا (به اسپانیایی: Reina, Badajoz) یک شهرستان در اسپانیا است که در استان باداخس واقع شده‌است.